# TSV Reinbek
Die Turn- und Sportvereinigung Reinbek von 1892 e. V. ist ein Sportverein aus Reinbek.
Angebotene Sportarten sind Aikido, Badminton, Ballett, Basketball, „Fitness, Gesundheit und Freizeitsport“, Fußball, Gerätefitness, Handball, Iaido, Jazztanz, Judo, Ju-Jutsu, Karate, Kung Fu, Leichtathletik, Reha-Sport, Schwimmen, Spielmannszug, Tanzen, Tennis, Tischtennis, Turnen und Volleyball.
Die TSV Reinbek ist Mitglied im Freiburger Kreis.

## Geschichte
1892 wurde der Reinbeker Männerturnverein gegründet, als überall in Deutschland die Turnerschaft gegen eine erstarkende Spielbewegung initiativ wurde. Erster Vorsitzender war Phillip Ganß.
Aus diesem ging 1904 der Reinbeker Turnverein hervor, der nach dem Zweiten Weltkrieg mit dem Arbeiter-Turn- und Sportverein zur Turn- und Sportvereinigung Reinbek von 1892 fusionierte.
Die ersten Sportarten, die der Verein anbot, waren Hand- und Fußball, Leichtathletik und Turnen.
Als Sporthallen wurden die Schulhallen der Umgebung genutzt. 1952, zum 60. Vereinsjubiläum, hatte der Verein etwa 400 Mitglieder. In den 1960er Jahren vergrößerte sich das Sportangebot der TSV Reinbek. Judo, Tennis, Tischtennis, Fechten, Volleyball, Schwimmen und Gewichtheben kamen hinzu.
Schon 1970 hatte die TSV Reinbek fast 2200 Mitglieder und ist heute mit rund 4000 Mitgliedern einer der größten Sportvereine im Kreis Stormarn und gehört damit auch zu den größten Sportvereinen Schleswig-Holsteins.

## Fußball
Schon seit Anfang des 20. Jahrhunderts wird in der TSV Fußball gespielt und seit 1946 nehmen die Mannschaften der TSV auch an Wettbewerben teil.
Seinen Höhepunkt im Herrenbereich erreichte der Fußball in Reinbek in den 1970er und 1980er Jahren.
1980 schaffte die Mannschaft der TSV den Aufstieg in die Verbandsliga, damals die vierthöchste Spielklasse in Deutschland.
So fanden damals auch Freundschaftsspiele gegen Bundesligamannschaften statt, wie das 0:9 gegen Hertha BSC unter Trainer Kuno Klötzer am 19. Juli 1978 und am 15. Januar 1983 hieß es gegen die Mannschaft von Werder Bremen, die mit dem ehemaligen Reinbeker Norbert Meier antraten, sogar „nur“ 0:2.
Auch die Jugend war in dieser Zeit erfolgreich. 1984 konnte die Hamburger A-Jugend-Meisterschaft gewonnen werden, die A-Jugend des FC St. Pauli musste sich mit dem zweiten Platz zufriedengeben, die HSV-Jugend kam sogar nur auf den vierten Platz. Dieser Erfolg berechtigte zur Teilnahme an der deutschen A-Jugend-Meisterschaft, wo man aber gegen die A-Jugend von Eintracht Frankfurt, den späteren Meister, ausschied.
Im Jahr 2000 trainierte die Fußballnationalmannschaft vor dem WM-Qualifikationsspiel gegen Griechenland auf den Plätzen der TSV Reinbek.

### Bekannte ehemalige Spieler
- Norbert Meier
- Marcus Marin
- Max Kruse
- Oliver Dittberner
- Frank Böse
- Jan Wessel

## Kampfsport
Im Kampfsport hat sich die TSV Reinbek in der Umgebung einen guten Namen gemacht und auch schon einige erfolgreiche Kampfsportler hervorgebracht. Schon seit 1962 gibt es Judo bei der TSV und 1979 kam Aikido hinzu, was schon seit 1966 in Bergedorf trainiert wurde, bis sich die Bergedorfer in die TSV Reinbek eingliederten. Seit 1989 kann man auch Karate in Reinbek lernen und der Reinbeker Trainer Timo Stieger-Fleischer wurde als Mitglied der Nationalmannschaft 2001 in Dublin Karate-Europameister.
Im November 2005 fanden in Reinbek die ersten Norddeutschen Meisterschaften im Iaido statt.